# Resurrección (Annibale Carracci)
Resurrección es un óleo sobre lienzo de 1593 de Annibale Carracci, actualmente en el Louvre de París, cuyo Cabinet des Dessins también alberga un estudio preparatorio de la obra. También se conoce como la Resurrección de Angelelli por la familia boloñesa que la poseyó durante mucho tiempo. Está firmada y fechada ANNIBAL CARRATIUS PINGEBAT. MDXCIII.
Originalmente se realizó para la capilla privada del Palacio Luchini de Bolonia, palacio que posteriormente fue cedido a la familia Angelelli junto con el cuadro, aunque más tarde cedieron este último al monasterio del Corpus Domini de Bolonia, donde colgó en la capilla dedicada a Catalina de Bolonia. A finales del siglo XVII ya había alcanzado un alto precio, uno de los más altos registrados para ese periodo. La obra fue incautada por los ocupantes franceses en 1797 y no fue devuelta a Italia tras el final de las Guerras Napoleónicas.